# Buddhismus in Ungarn
Buddhismus in Ungarn ist seit 1951 offiziell als Religionsgemeinschaft anerkannt, als Ernő Hetényi die Buddhistische Mission Ungarn als Mitglied des deutschen Ordens Arya Maitreya Mandala gründete, der der Mahāyāna-Richtung zuzurechnen ist.
Die erste ungarische buddhistische Gemeinschaft entstand jedoch bereits in den 1890er Jahren in Máramarossziget. József Hollósy nahm damals offiziell buddhistische Zuflucht und verfasste den Buddhistischen Katechismus (1893). Dadurch ist die Dharma-Lehre seit über 130 Jahren in Ungarn präsent.
Im Jahr 1933 wurde Sándor Csoma, ungarischer Asienforscher, in Japan als Bodhisattva geehrt. In Ungarn gilt József Hollósy als „zweiter ungarischer Bodhisattva“.
Die Rábaköz-Kultur zeigt materielle und sprachliche Elemente, die deutliche Verbindungen zum Buddhismus aufweisen. Von dort stammen Maitréya-Buddha-Statuen und andere religiöse Gegenstände. Die Erforschung der historischen Verbindungen zwischen Buddhismus und Ungarn erfolgt primär auf linguistischer Ebene – wichtigster Forscher war Sándor Csoma.
Viele buddhistische Richtungen finden in Ungarn Ausdruck, jede als unabhängige Institution mit eigener Lehre. Der Austausch zwischen den Richtungen ist meist respektvoll, der interreligiöse Dialog jedoch begrenzt.
In Ungarn wurden bisher elf Stupas offiziell eingeweiht: vier in Budapest, sowie einzelne in Budakeszi, Bükkmogyorósd (Csernely), Zalaszántó, Tar, Becske, Mánfa und auf dem Gut Uszó. Die 36 Meter hohe und 24 Meter breite Friedens-Stupa von Zalaszántó ist der zweithöchste buddhistische Schrein Europas.
Es existieren das buddhistische Gymnasium (A Tan Kapuja Buddhista Gimnázium) und die buddhistische Hochschule (Tor des Doctrine Buddhistische Hochschule).
Die Zahl der praktizierenden Buddhisten und Sympathisanten wird auf 5.000 bis 30.000 geschätzt. Bei der Volkszählung 2022 bekannten sich 11.042 Menschen offiziell zum Buddhismus.

## Geschichte

### Vorgeschichte
Die Urreligion der Magyaren war der Schamanismus. Im Zuge ihrer Wanderungen sollen sie mit Buddhismus in Kontakt gekommen sein, teils über die Bön-Tradition, teils über die Lehren Siddhartha Gautama, die sich entlang der Seidenstraße verbreiteten.
Die altungarische Tradition büün weist viele Parallelen zur Bön-Tradition auf. Durch die religiöse Toleranz des Buddhismus konnten Schamanismus und Buddhismus parallel bestehen – ein Phänomen, das auch andere Völker wie Tibeter und Mongolen zeigen.
Im 15. Jahrhundert floh der Humanist Galeotti vor der Inquisition an den Hof von Matthias Corvinus. Er bezeichnete Buddha als „indischen Weisen“ und vermutete, die Hauptstadt Buda sei nach Buddha benannt.
Sándor Csoma suchte die Ursprünge der Magyaren und reiste durch Afghanistan nach Indien, wollte über Tibet bis in die Mongolei gelangen und erreichte schließlich das Kloster Zangla in Ladakh (Westtibet), wo er zahlreiche tibetische Bücher las und ein umfassendes tibetisches Glossar erarbeitete. Die Anerkennung seines Wirkens kam 1933, als er in Japan auf einer feierlichen Zeremonie an der Taishyo-Universität als „Bodhisattva des Westens“ gefeiert wurde.

### Nach Sándor Csoma
Ende der 1890er Jahre verbreitet sich der Buddhismus erstmals im heutigen Ungarn, als József Hollósy offiziell Zuflucht nahm und den Buddhistischen Katechismus schrieb.
Der Maler László Mednyánszky ließ sich im Dorf Máramarossziget von der Lehre inspirieren und widmete sein Werk zunehmend dem Buddhismus.
Zwischen 1931 und 1935 existierte eine weitere Gemeinschaft in Budapest um László Vágó und Tibor Boromisza, deren Siegel die Buddhafigur unter einem székelykapu zeigte (Umschrift „Ungarische Buddhisten“).
Die Phase des Sozialismus führte zur Institutionalisierung und teilweisen Marginalisierung. Das Gesetz von 1947 stellte Religionsgemeinschaften gleich und schuf die Möglichkeit zur Anerkennung als Kirche. Ernő Hetényi, 1938 in Deutschland ordiniert, spielte eine maßgebliche Rolle bei der Gründung der ersten staatlich anerkannten Gemeinschaft. Die unter seiner Leitung gegründete Buddhistische Mission wurde 1956 auch zum osteuropäischen Zentrum des Ordens Arya Maitreya Mandala. Die Mission vertritt alle buddhistischen Richtung überkonfessionell.
Lama Anagarika Govinda proklamierte 1951 die Ordensgründung, Hetényi erhielt das dritte Diplom. Gleichzeitig wurde das Internationale „Sándor Kőrösi Csoma“ Buddhologie-Institut in Berlin gegründet. Hetényi reiste nach Indien, in die Mongolei, nach Burjatien und Laos und wurde von tibetischen wie mongolischen Lamas initiiert, 1982 segnete ihn der XIV. Dalai Lama.
Bis zum politischen Umbruch in den 1990er-Jahren hatten der Orden Árya Maitreya Mandala und die Mission ein Monopol auf den ungarischen Buddhismus. Die Mahāyāna-Richtung wurde vorherrschend, klassischer Theravāda blieb randständig.
In den 1980er Jahren formierte sich um das Kőrösi Csoma Sándor Institut eine neue spirituelle Gemeinschaft (u. a. Dobosy Antal – Zen, Mireisz László – Astrologie, Takács László – indische Philosophie). Ab Mitte desselben Jahrzehnts wuchs das Interesse an ausländischen Lehren und tibetische Gemeinschaften entstanden.
Mit der Gründung des Orientalistischen Schülerkreises 1988 wurden tibetische Traditionen wichtiger, zugleich zerfiel die bisherige Gemeinschaft, es entstanden zahlreiche kleine, unabhängige Gruppen. In dieser Phase wurde Tor des Doctrine Buddhistische Kirche gegründet, darunter Gymnasium und Hochschule.
1990 zerfiel das Kőrösi-Csoma-Institut vorerst, wurde jedoch später wiedererrichtet. Es gründeten sich zahlreiche neue Schulen, Orden und Gemeinschaften.

## Nach der Wende
Nach 1989 war der ungarische Buddhismus verstärkt äußeren Einflüssen ausgesetzt: Mehr ausländische Lehrer wurden aktiv, westliche Vorbilder nachgeahmt, der tibetische Buddhismus etablierte sich. In Zalaszántó entstand mit der Friedens-Stupa einer der höchsten Stupas Europas, 1993 eingeweiht vom XIV. Dalai Lama persönlich.
Zunehmend wichen die früheren Friedensinitiativen einer stärkeren Kommerzialisierung und Konkurrenz zwischen den Gruppen. Für manche wurde Buddhismus mehr zur Lebensphilosophie als zur Religion, andere hielten an klassischen Traditionen fest.